# Moderantismo
El moderantismo fue, junto con el progresismo, una de las dos corrientes principales del liberalismo español decimonónico. Tiene su origen en los llamados moderados durante el Trienio Liberal, que en el reinado de Isabel II se articularon como partido, el Partido Moderado, que fue el que más tiempo estuvo en el poder y que consiguió integrar en su seno a los absolutistas "reformistas". El sector menos conservador del Partido Moderado formó en 1854 la Unión Liberal. Durante la Restauración los miembros del Partido Moderado se integraron en el Partido Liberal-Conservador de Antonio Cánovas del Castillo.
Sus referentes europeos eran el doctrinarismo francés y el conservadurismo británico. Su adversario en la vida pública española fue el liberalismo progresista, aunque ambos constituían la única parte del espectro político institucionalmente aceptada para el juego político, los denominados partidos dinásticos.

## Los orígenes del moderantismo
El moderantismo, aunque puede retrotraer su origen a la Guerra de Independencia española, en la postura de los jovellanistas (por Jovellanos), intermedia entre la de absolutistas y liberales en los debates de las Cortes de Cádiz, no se explicita como movimiento político hasta el Trienio Liberal (en que los moderados se oponen a los exaltados). Incluso entonces no se llegó a concretar en su forma definitiva. Esa concreción se efectuó a partir de los últimos años del reinado de Fernando VII, cuando el grupo isabelino dentro de la corte, en torno a la futura regente María Cristina de Borbón, procuró atraerse a los más moderados de entre los liberales (Francisco Martínez de la Rosa), consiguiendo una amnistía que permitiera su vuelta del exilio (1832, primero restringida y luego ampliada en 1833) para apoyar la sucesión de la única hija del rey, Isabel; frente al grupo carlista, claramente absolutista, partidario de la aplicación de la Ley Sálica que preveía la sucesión del hermano menor del rey, Carlos. La evidencia de la necesidad de un mutuo apoyo entre los liberales moderados y la aristocracia isabelina hizo encontrar una expresión posibilista de la ideología común, alejada de todo extremismo. Entre sus adversarios se calificó de pasteleo este intercambio de favores, conciliación o convergencia de intereses en torno a una postura equidistante, denominación popularizada hasta tal punto que pasó a ser un sinónimo ofensivo para el propio moderantismo, y los moderados eran llamados pasteleros; mientras que a Martínez de la Rosa se le aplicaron los motes de Rosita la pastelera y Barón del bello rosal.

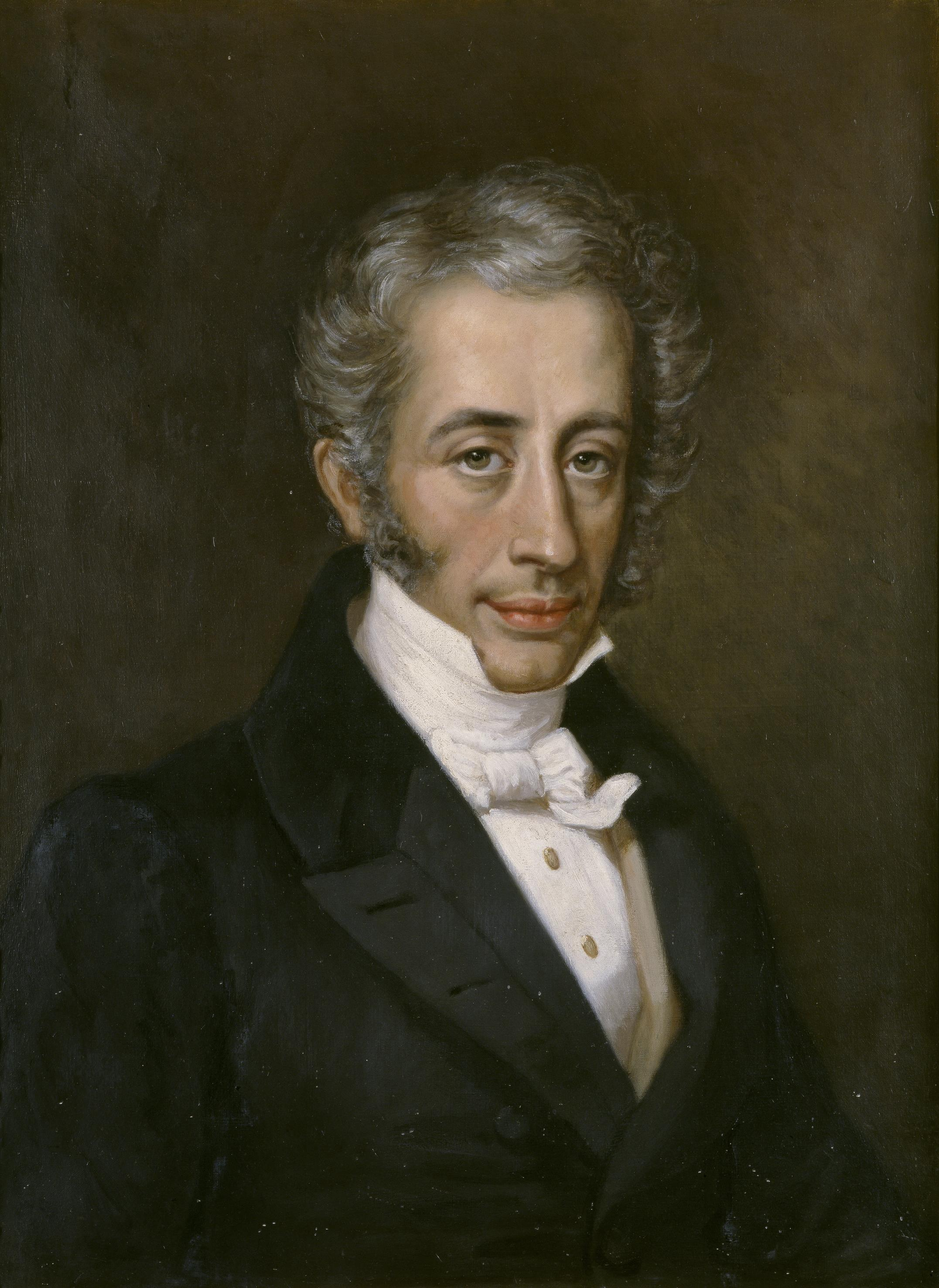
Francisco Martínez de la Rosa.
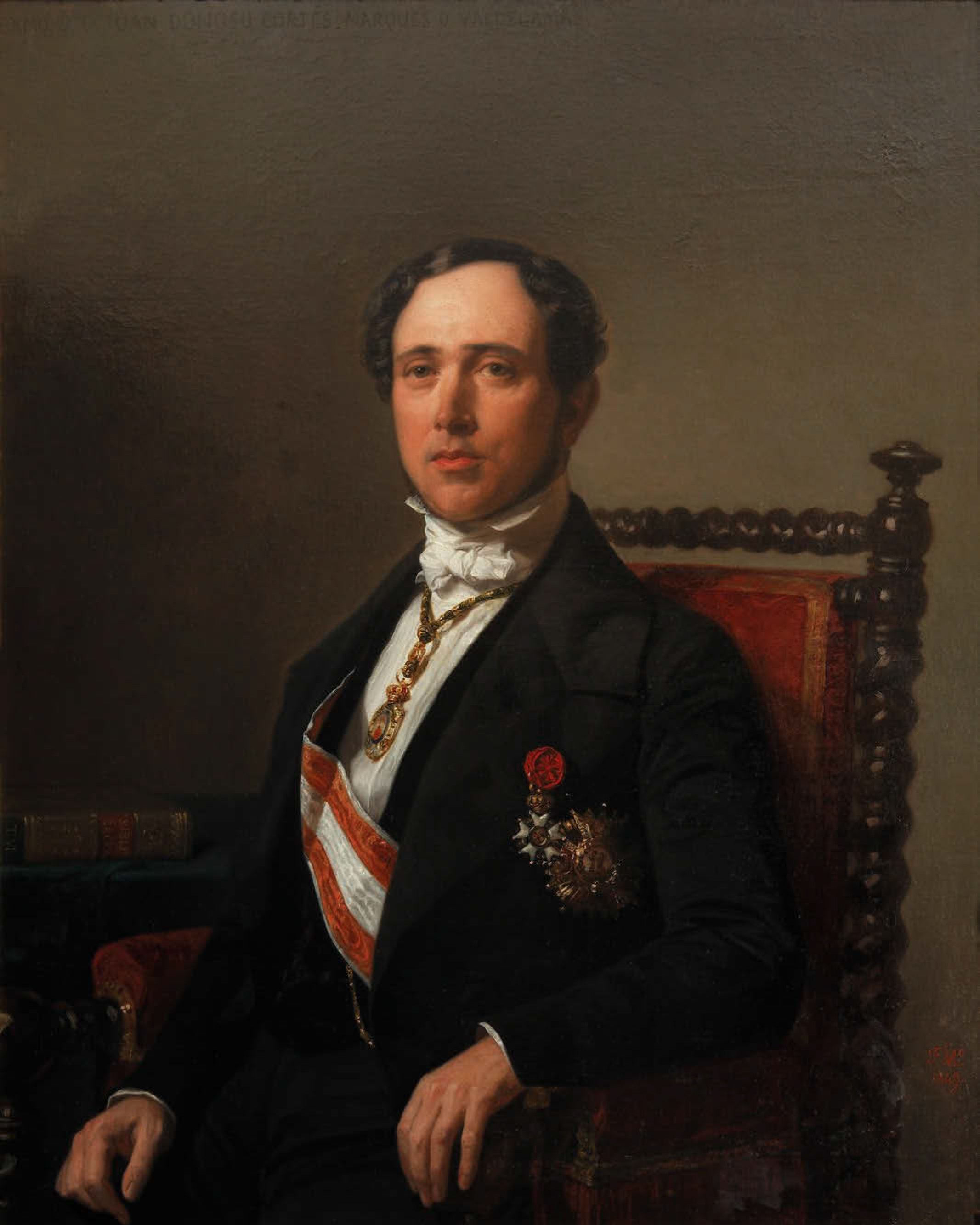
Donoso Cortés.
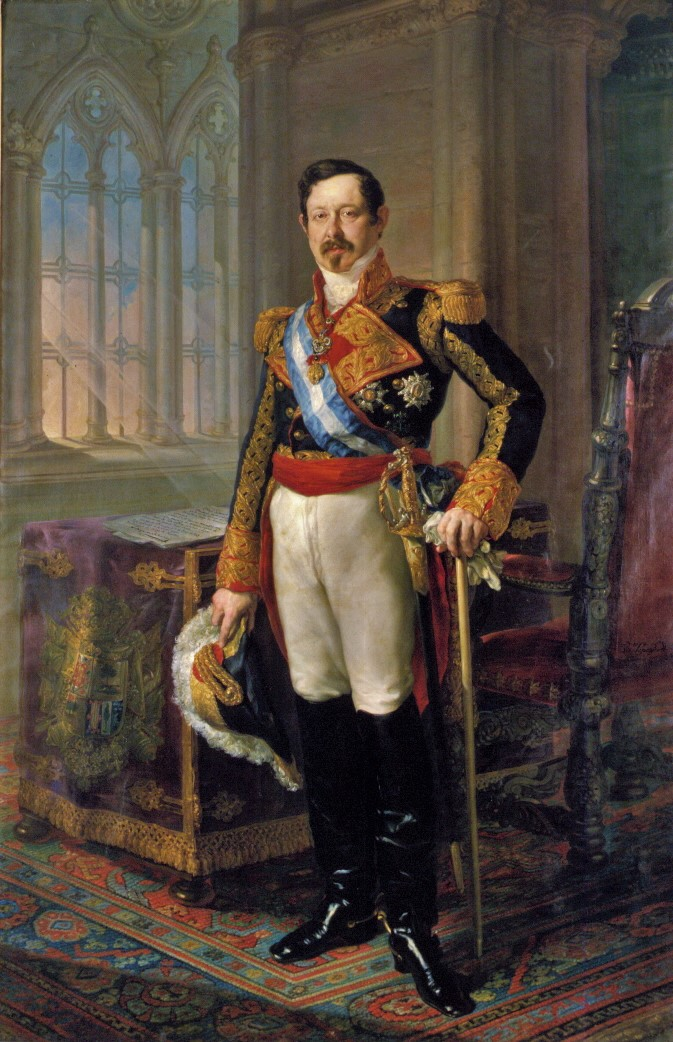
Ramón María Narváez.
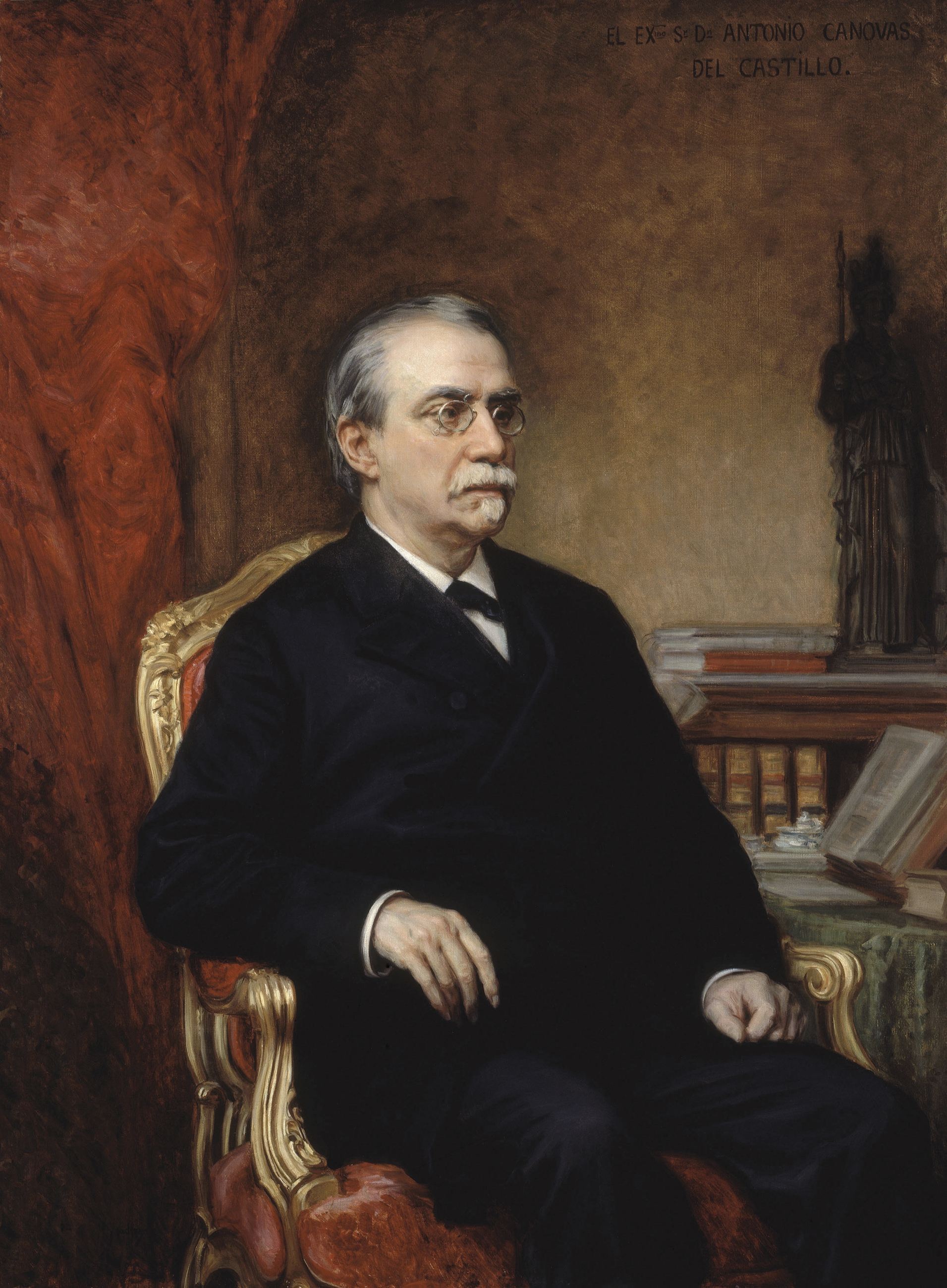
Antonio Cánovas del Castillo.

## El programa del moderantismo en el poder
Convertidos en un verdadero partido político de élites con implantación en las provincias y un eficaz aparato propagandístico, vencieron en las elecciones de 1834. A los fundadores del partido en ese momento se les ha calificado como la mejor generación de liberales conservadores del ochocientos español: Antonio Alcalá Galiano, Francisco Javier de Istúriz, Andrés Borrego, Antonio de los Ríos Rosas, Martínez de la Rosa, Joaquín Francisco Pacheco y Nicomedes Pastor Díaz.
Los moderados se mantuvieron en el poder durante buena parte del reinado de Isabel II (década moderada, 1844-1854, y el periodo 1856-1868) recurriendo a pronunciamientos militares cuando fue necesario, a cargo de su principal espadón, Narváez. Desde el gobierno tuvieron oportunidad de desarrollar los principios programáticos del moderantismo, identificados con la Constitución de 1845, que mantenía un equilibrio de poderes entre rey y parlamento mucho más favorable al monarca que en la Constitución de 1812 e incluso que la constitución de 1837. Un pequeño grupo de moderados partidarios de seguir con este texto (por entender que beneficiaba al consenso y la estabilidad política), fue despectivamente acusado de prejuicios puritanos por Narváez, que los ignoró, y desde entonces se les conoció como puritanos o disidencia puritana; liderados por Joaquín Francisco Pacheco y Pastor Díaz, contaban con personalidades como Istúriz, José de Salamanca, Patricio de la Escosura y Claudio Moyano, y el apoyo de los generales Manuel Gutiérrez de la Concha y Ros de Olano, y que terminarían confluyendo con los más moderados de entre los progresistas en las estrategias de Unión Liberal dirigidas por el general Leopoldo O'Donnell.
Se forzó una fuerte restricción del sufragio con criterios económicos, reservándolo a los más ricos; y se propició una política de orden público confiada a un cuerpo de nueva creación, la Guardia Civil. El moderantismo era marcadamente centralista, reduciendo las atribuciones municipales que los progresistas procuraban expandir; y mantuvo una política económica favorable a los intereses de la oligarquía terrateniente castellano-andaluza (según demandara la coyuntura, entre el proteccionismo y el librecambismo), que en lo fiscal se traducía en una mayor carga impositiva indirecta (los consumos, pagados por todos) que directa (las contribuciones, pagadas en relación con la riqueza). La reforma hacendística de 1845, realizada por Alejandro Mon y Menéndez y Ramón de Santillán perpetuó este sistema fiscal.
Conservadores en materia social y religiosa, los moderados españoles no pretendieron la separación Iglesia-Estado, sino una reconducción de la política anticlerical propia de los liberales progresistas, lo que se concretó en el Concordato de 1851. La Iglesia Católica española siguió gozando de un papel preponderante en la vida pública, respetándose su posición privilegiada en la educación y garantizándose su supervivencia económica tras haberle privado de sus fuentes de riqueza con la Desamortización. Mediante el presupuesto de culto y clero el Estado se obligaba al pago de los salarios de sacerdotes y obispos y al mantenimiento del inmenso patrimonio inmobiliario que aún permanecía bajo su control. Ideológicamente, los denominados neocatólicos representaron el ala derecha del moderantismo, procurando un difícil equilibrio entre catolicismo y liberalismo, que para sus adversarios era un simple enmascaramiento de posturas tradicionalistas, ultramontanas o reaccionarias.

## Canovismo
Durante el sexenio revolucionario los moderados solo obtuvieron una representación parlamentaria marginal, pero el papel de Cánovas del Castillo fue determinante para la vuelta de Alfonso XII como rey, reorganizando ese espacio político en lo que durante la Restauración se denominará Partido Liberal-Conservador, que se turnará en el poder con el Partido Liberal Fusionista de Sagasta. La Constitución de 1876 recogerá buena parte del ideario político moderado, que a partir de entonces pasa a denominarse conservador o canovista.

## Personalidades y medios vinculados al moderantismo
El carácter centrista del moderantismo provocó que, además de los moderados que lo fueron desde el inicio de su carrera política o intelectual, algunas de las personalidades más destacadas de este ámbito político e ideológico provinieran de las filas de sus adversarios políticos. Unos siguieron una trayectoria política hacia la derecha, provenientes del liberalismo exaltado o de las diferentes agrupaciones progresistas; otros, una trayectoria hacia la izquierda, llegando al moderantismo provenientes del carlismo.
Además de los citados con anterioridad, pueden nombrarse a:
- Los doceañistas Agustín Argüelles, Conde de Toreno y Diego Muñoz-Torrero (que fueron liberales en las Cortes de Cádiz y moderados desde el Trienio -véase también "anilleros"-).
- Nicolás María Garelli, importante jurista.
- Javier de Burgos (diseñó la todavía vigente división provincial).
- Felipe Sierra Pambley, ministro de Hacienda.
- Jacinto de Romarate
- Pedro Agustín Girón
- Diego Medrano y Treviño
- Narciso Heredia y Begines de los Ríos
- Bernardino Fernández de Velasco
- Pedro Egaña
- Patricio de la Escosura (pasó del Partido Moderado al Progresista y posteriormente a la Unión Liberal).
- Juan Bravo Murillo
- Francisco Javier Girón
- Diego de León (militar contrario a Espartero, fue fusilado tras fracasar en un pronunciamiento).
- Cándido Nocedal (evolucionó hacia posturas neocatólicas y se aproximó al carlismo).
- Manuel Gutiérrez de la Concha
- Juan Álvarez de Lorenzana y Guerrero
- José de Posada Herrera
- Claudio Moyano (inicialmente progresista, criticó la Desamortización de Madoz y se pasó a las filas moderadas, y ya en la Restauración, a los conservadores de Cánovas).
- Luis González Bravo (inicialmente progresista, llegó a encabezar el gobierno moderado caracterizado por la más dura represión en el periodo final de Isabel II, y se acercó a los carlistas, ya en el exilio).
- Juan Valera
- Fernando Calderón Collantes (discurso parlamentario en defensa del sufragio censitario, 1844)[7]
- Francisco Agustín Silvela y Blanco[8]

### Prensa
La historia de la prensa en España se caracterizó en el siglo XIX por el predominio de la prensa de partido, estando los periódicos claramente alineados con una posición política determinada, aunque ninguno de ellos fuera exactamente un órgano oficial. Entre los medios identificados como alineados con el moderantismo, tanto en Madrid como en provincias, se contaban:
1820-1823:
- El Censor
- El Universal

1833-1836:
- La Abeja, fundado y dirigido por Joaquín Francisco Pacheco[10]

1836-1840:
- El Porvenir
- El Correo Nacional

1840-1843
- El Heraldo
- El Sol
- El Castellano
- El Conservador (Revista semanal de política, ciencia y literatura -grupo de los puritanos-)

1843-1854:
- El Heraldo
- El Correo Nacional
- La Época
- El Diario Español

1854-1856:
- La España
- El Parlamento
- La Verdad
- La Época
- Diario Español

1856-1868:
- La España
- El Conciliador
- La Época (de la Unión Liberal, aristocrático, se vendía solo por suscripción)

Otros periódicos y revistas moderados, sin indicación de periodo:
- El Vapor (Barcelona)
- El Guardia Nacional (Barcelona)
- El Papa-Moscas (Burgos)
- La Correspondencia de España
- La Colmena
- El Redactor General
- El Mundo
- El Eco del Comercio (en otras fuentes aparece como periódico progresista -Fermín Caballero-)
- Revista de España y del Extranjero